# Pierś i księżyc
Pierś i księżyc (hiszp. La teta y la luna) – hiszpańsko-francuska komedia obyczajowa z 1994 roku w reżyserii Bigasa Luny. Zdjęcia kręcono w Barcelonie oraz w kilku miejscowościach prowincji Tarragona.

## Opis fabuły
Film przedstawia historię dziewięcioletniego chłopca imieniem Tete (Biel Durán), który ma obsesję na punkcie kobiecych piersi. Jest bardzo zazdrosny o swojego małego braciszka, któremu rodzice poświęcają dużo czasu i uwagi. Tete czuje się odrzucony. W kolejną bezsenną noc, chłopiec prosi księżyc, aby zesłał mu nową pierś z mlekiem, która byłaby tylko i wyłącznie dla niego. Wkrótce do Cantalonii – rodzinnego miasta chłopca, przybywa piękna i obficie obdarzona przez naturę portugalska tancerka Estrellita (Mathilda May). Tete traktuje to jako spełnienie prośby i stara się zdobyć uczucie Estrellity. Niestety, tancerka budzi uczucie jeszcze w dwóch innych osobach – jej męża Maurice'a (Gérard Darmon) oraz elektryka z miasteczka, Miguela (Miguel Poveda).

## Obsada
- Biel Durán jako Tete
- Mathilda May jako Estrellita
- Gérard Darmon jako Maurice
- Miguel Poveda jako Miquel
- Abel Folk jako ojciec
- Laura Mañá jako Mare
- Genís Sánchez jako Stallone
- Xavier Massé jako dziadek
- Vanessa Isbert jako narzeczona Stallone

i inni